# Adrien Gouteyron
Adrien Gouteyron (ur. 13 maja 1933 w Rosières, zm. 26 sierpnia 2020) – francuski polityk, senator.

## Działalność publiczna
Był politykiem Unii Demokratów na rzecz Republiki (UDR), następnie Zgromadzenia na rzecz Republiki (RPR), gdzie od 1999 do 2001 był sekretarzem generalnym i Unii na rzecz Ruchu Ludowego (UMP). Od 11 czerwca 1978 do 30 września 2011 (reelekcje 1983, 1992, 2001) zasiadał w Senacie reprezentując departament Górna Loara. Od 17 marca 1989 do 20 maja 2020 był również merem Rosières.